# Louis Karpinski
Pour les articles homonymes, voir Karpinski.
Louis Charles Karpinski (5 août 1878 - 25 janvier 1956) est un mathématicien et historien des sciences américain.

## Enfance et formation
Louis Charles Karpinski est né le 5 août 1878 à Rochester, New York. Ses parents sont Henry Hermanagle Karpinski de Varsovie, Pologne, et Mary Louise Engesser de Guebweiler, Alsace,. Il a fait ses études à l'Université Cornell et en Europe à Strasbourg, où il obtient son doctorat en 1903 sous la direction d'Heinrich Martin Weber, avec une thèse intitulée « Über die Verteilungen der quadratischen Reste ». Karpinski a également étudié (1909-1910) à Columbia.

## Carrière
À Columbia, Karpinski est devenu un boursier et un professeur de vulgarisation universitaire. Il a enseigné au Berea College et à Oswego, New York, à l'école normale. Ensuite, il accepte un poste à l'université du Michigan, où, en 1919, il devient professeur titulaire de mathématiques. Le Dr Karpinski a consacré son attention principalement à l'histoire et à la pédagogie des mathématiques.
Il est orateur invité au Congrès international des mathématiciens en 1924 à Toronto.

## Histoire des sciences
Une autorité sur l'histoire des sciences, Karpinski a été collaborateur des Archivo di Storia della Scienza et auteur de The Hindu-Arabic Numerals, avec David Eugene Smith (1911), Robert of Chester's Latin Translation of the Algebra of Al-Khowarizmi (1915), et Unified Mathematics, avec HY Benedict et JW Calhoun (1913), et a produit par la suite d'autres publications. Il a été président de la History of Science Society de 1943 à 1944.Il est également un des fondateurs de la revue Scripta Mathematica, aux côtés de Jekuthiel Ginsburg, David Eugene Smith, Cassius Jackson Keyser, Raymond Clare Archibald, Gino Loria et Lao Genevra Simons.

## Publications
- The Hindu-Arabic Numerals (avec David Eugene Smith). Boston: Ginn and Company, 1911.
- (en) Louis Charles Karpinski, Robert of Chester's latin translation of the Algebra ok al-Khowarizmi, New York, The MacMillan Company, 1915 (lire en ligne)Partie algébrique de la traduction en latin de Robert de Chester, avec une traduction en anglais.[6].
- Unified Mathematics (avec Harry Y. Benedict et John W. Calhoun). Boston: D.C. Heath and Company, 1918 and 1922.
- The History of Arithmetic. Chicago: Rand McNally and Co., 1925.
- Bibliography of the Printed Maps of Michigan, 1804–1880. Lansing: Michigan Historical Commission, 1931.
- Historical Atlas of the Great Lakes and Michigan. Lansing: Michigan Historical Commission, 1931.
- Bibliography of Mathematical Works Printed in America through 1850. Ann Arbor: University of Michigan Press, 1940.